# آرتور او. سالزبرگر
آرتور او. سالزبرگر (به انگلیسی: Arthur Ochs Sulzberger) (زاده ۲۲ سپتامبر ۱۹۵۱) کارآفرین، خبرنگار و مدیر ارشد اجرایی آمریکایی است، که که از ۱۹۹۷ تا ۲۰۲۰ به‌عنوان رئیس هیئت مدیره شرکت نیویورک تایمز کمپانی فعالیت می‌کرد.